# حادثة كارابانتشيل
حصلت حادثة كارابانتشيل يوم 27 يونيو 1932 في معسكر كارابانتشيل، حيث كانت الأكاديميات العسكرية موجودة في ذلك الوقت. وحدثت في فترة أول سنتين من الجمهورية الإسبانية الثانية.
جرت الحادثة بعد نقل ثلاثة أفواج مشاة من حامية مدريد ودون علم وزير الحرب مانويل أثانيا إلى ذلك المكان المذكور رسميا للتآخي مع الطلاب بأمر من الجنرال فيليجاس أمر الفرقة. وبعد العرض خطب كلا من الجنرال فيليجاس وكاباليرو وجوديد. وانتقدت تلك الخطب السياسة العسكرية التي كانت تطبقها الجمهورية ومشروع النظام الأساسي لكاتالونيا الذي كان موضع نقاش في الكورتيس في ذلك الوقت.

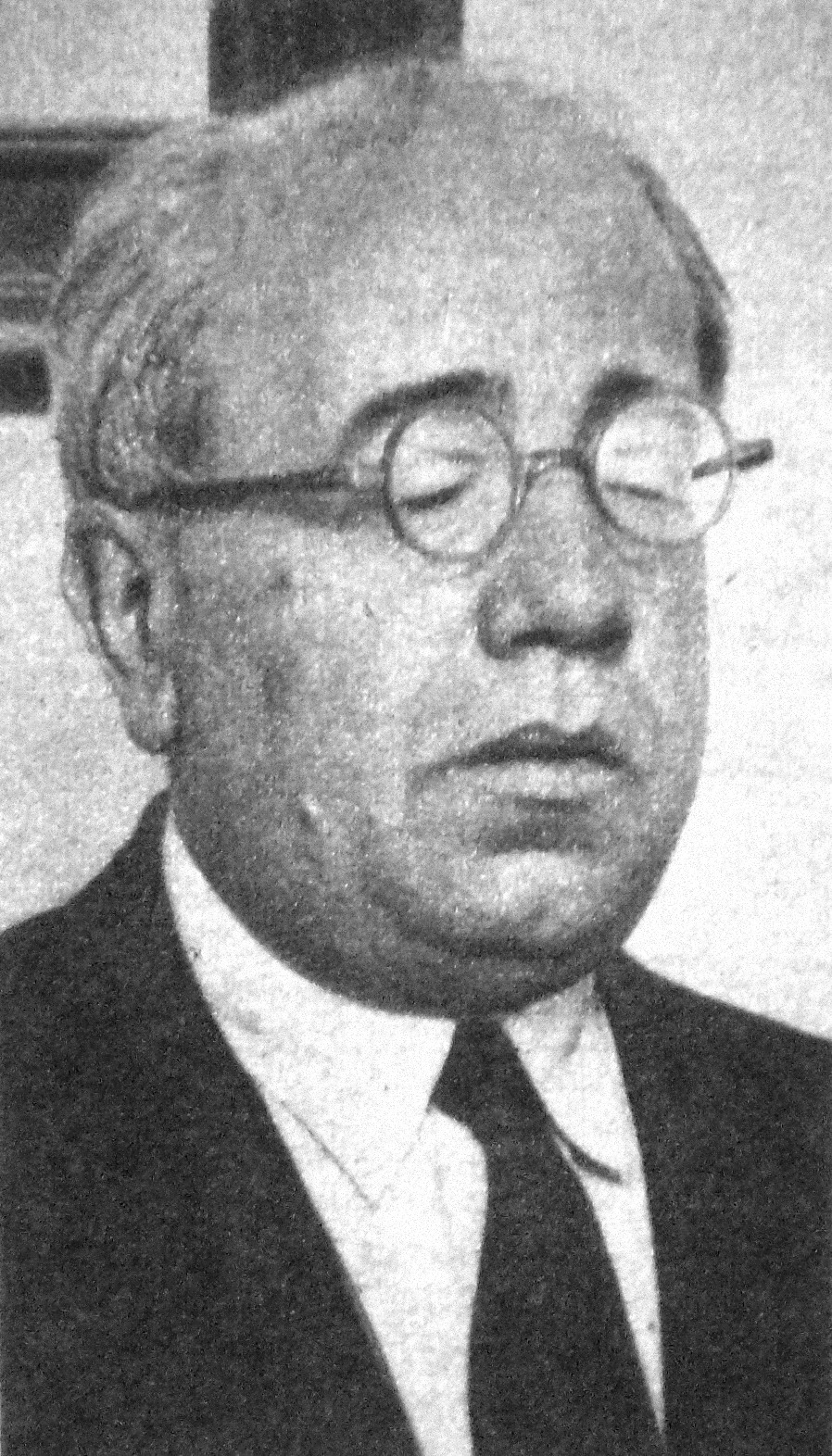
طرد وزير الحرب آنذاك مانويل أثانيا جميع الجنرالات المتورطين في تلك الحادثة.

لم يكن للجنرال غوديد أي حق في التحدث منذ البداية، لأنه كان ضيف خاص وغير رسمي - فقد أنهى خطابه بعبارة «عاشت إسبانيا!» ولم يزد عن ذلك، ولم يقل الكلمة الإلزامية «تحيا الجمهورية!»، فقام المقدم خوليو مانجادا الذي أبدى امتعاضه وعدم موافقته على الخطب المناهضة للجمهورية، وبقي جالسًا ولم يرد لتحية غوديد فوبخه بقسوة. فرد عليه مانجادا «تحيا الجمهورية!»، على الرغم من أن آمر فوج المشاة العقيد كارلوس ليريت آبيدا تمكن من أخذ بزمام المبادرة وسحب مانجادا؛ إلا أن الأمور ازدادت سوءا عندما أمر الجنرال فيليجاس بالقبض على مانجادا، وخلع قميصه والقبعة وألقي بهما على الأرض وهو يهتف «انظروا كيف يعاملون رئيسك».
في رأي كارلوس ليريت آبيدا، فإن هذا التحرك لجمع القوات في الأكاديميات أو المسيرات أو الخطابات المعادية للجمهورية تدخل في خانة التعمد لإثارة السخط في المؤسسة العسكرية، لأنها لم تكن المرة الأولى: كان الجنرال ميلان أستراي قد تكلم بنفسه في مدرسة كارابانتشيل للرماية في الأسبوع السابق وكرم على ذلك.
أما مانجادا وعلى الرغم من محاكمته بسبب هذه الأحداث إلا أنه قد تمت تبرئته. سمحت التحقيقات التي أُجريت للكشف عن التزامات مختلف القادة العسكريين بحركات التآمر المخالفة للجمهورية ولكن مع ذلك فقد توجت بمحاولة انقلابية للجنرال سانخورخو في 10 أغسطس من ذلك العام.
أسفر الحادث عن قيام أثانيا بإقالة غوديد وفيليجاس وكاباليرو، على الرغم من الانطباع غير الجيد الذي ذكره الوزير آنذاك حول شخصية المقدم مانجادا، إلا أنه لم يصف الوقائع بأنها جريمة أو فعل من عدم الانضباط، بل كان «خطأ بسيط» أو «عمل طائش» أو «فعل أخرق». وهناك أيضاً قول ذكر أن الجنرال غوديد هو من طلب الاستقالة مؤازرة لصاحبيه.